# Instint maternal
Instint maternal (originalment en francès, Duelles) és una pel·lícula de thriller psicològic belga del 2018 dirigida per Olivier Masset-Depasse. La història està basada en la novel·la Derrière la haine del 2012 de Barbara Abel. La pel·lícula es va projectar com a presentació especial al Festival Internacional de Cinema de Toronto del 2018. S'ha doblat al català per La 2, que va emetre-la el 8 d'octubre de 2022.
Va rebre deu nominacions als 10ns Premis Magritte, i va guanyar en nou categories, entre elles la de millor pel·lícula i millor direcció per Masset-Depasse, amb el rècord de més premis Magritte guanyats per una sola pel·lícula.
Instint maternal va recaptar 122.050 dòlars a tot el món.

## Repartiment
- Veerle Baetens com a Alice Brunelle
- Anne Coesens com a Céline Geniot
- Mehdi Nebbou com a Simon Brunelle
- Arieh Worthalter com a Damien Geniot
- Jules Lefebvres com a Theo Brunelle
- Luan Adam com a Maxime Geniot
- Annick Blancheteau com a Jeanne Brunelle